# Ford Anglia Torino
Der Ford Anglia Torino ist eine zweitürige Limousine, die technische Komponenten von Ford of Britain mit einer in Italien entworfenen und gebauten Karosserie verbindet. Sie wurde von 1965 bis 1967 bei OSI in Turin hergestellt und sollte eine zeitgemäß gestaltete Alternative zum in die Jahre gekommenen britischen Ford Anglia 105E sein. Der Absatz des Anglia Torino beschränkte sich weitgehend auf Italien und die Benelux-Länder und blieb deutlich hinter den Erwartungen zurück.

## Entstehungsgeschichte

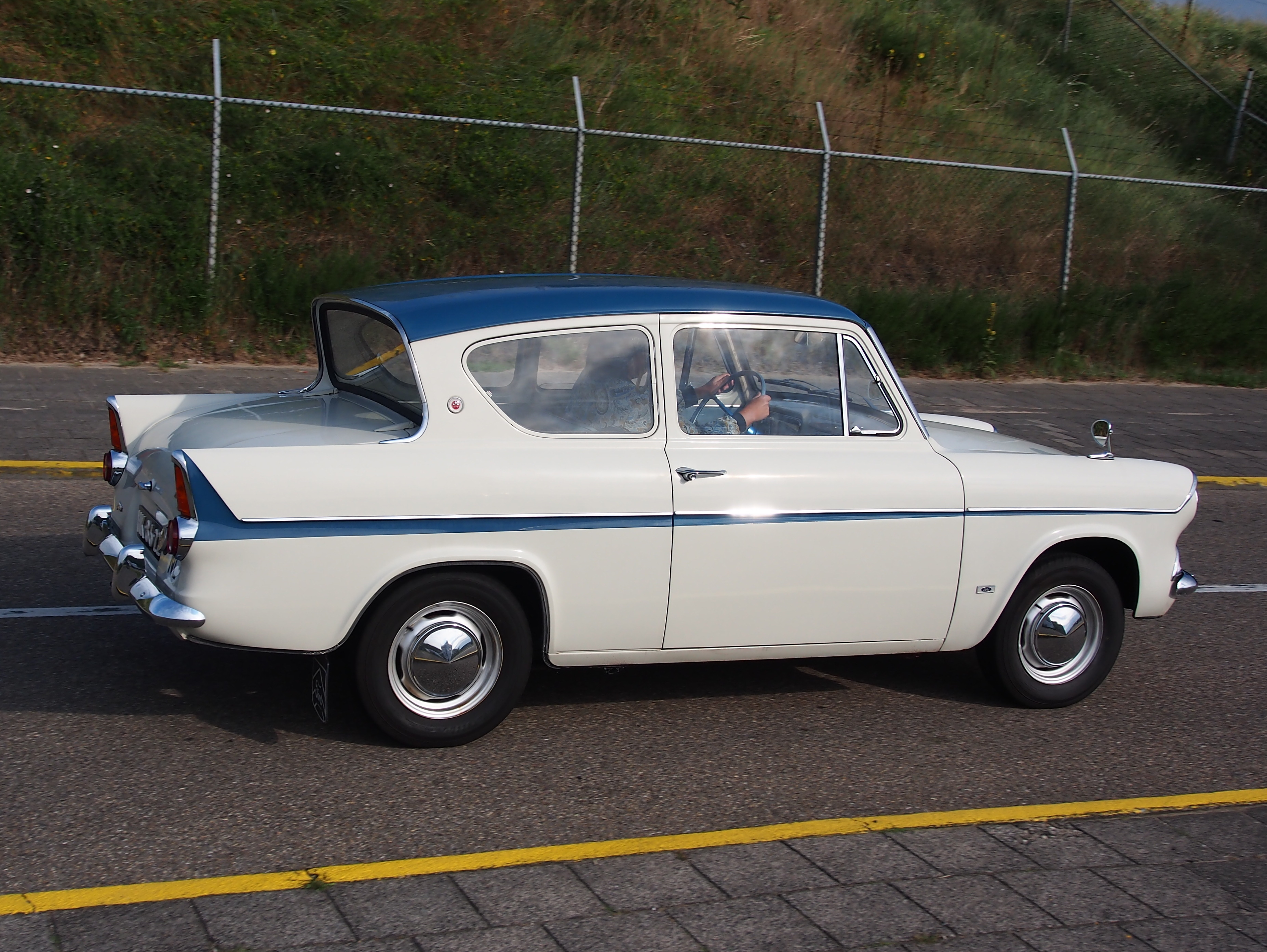
Ausgangsmodell: Britischer Ford Anglia 105E

Die britische Ford-Niederlassung brachte 1959 als neues Modell der Kompaktklasse den Ford Anglia 105E auf den Markt. Er ersetzte den auf das Jahr 1953 zurückgehenden Anglia 100E. Der unter der Leitung von Frederick Leslie „Fred“ Hart (1914–2008) entwickelte Anglia 105E – auch New Anglia genannt – hatte eine komplett neu gestaltete Karosserie, die zeitgenössische US-amerikanische Einflüsse aufnahm. Dazu gehörten neben einer abfallend gestalteten, angeblich strömungsgünstigen Frontpartie vor allem das hinten überhängende Dach und die im unteren Bereich „einwärts geneigte“ C-Säule mit entsprechendem Heckfenster, die Fords Tochtermarke Lincoln in den USA bereits 1958 beim Continental Mark III eingeführt hatte.
Ford of Britain verkaufte den New Anglia abgesehen vom Heimatmarkt auch auf zahlreichen kontinentaleuropäischen Märkten, allerdings nicht in der Bundesrepublik Deutschland. Während das Auto auf den britischen Inseln fast ein Jahrzehnt lang annähernd gleichbleibende Verkaufszahlen hatte, ließ sein Absatz in anderen Ländern im Laufe der Jahre nach. Seine sehr modische Karosserie wurde zunehmend als veraltet empfunden. Insbesondere die italienische Ford-Niederlassung sah bereits 1963 die Notwendigkeit einer stilistischen Überarbeitung, die Ford of Britain nicht leisten wollte. Filmer Paradise, seinerzeit Leiter der in Rom ansässigen Ford Italia, initiierte daraufhin eine eigenständige stilistische Modernisierung des Anglia. Ford Italia gab bei dem Turiner Designer Giovanni Michelotti eine neue Karosserie für das Anglia-Fahrwerk in Auftrag. Das war insoweit ungewöhnlich, als Michelotti schon seit Jahren Hausdesigner der britischen Standard Motor Company, eines Ford-Konkurrenten, war und 1959 unter anderem den Triumph Herald entworfen hatte, der im gleichen Segment positioniert war wie der britische New Anglia. 
Michelottis Entwurf wurde 1964 als Prototyp vorgestellt. Die italienische Ford-Tochter, die keine eigenen Produktionskapazitäten hatte, ließ den Wagen ab 1965 beim Turiner Karosseriewerk OSI (Officine Stampaggi Industriali), einem Ableger der Carrozzeria Ghia, in Serie fertigen und bot das Auto in Italien als Anglia Torino ab April 1965 neben den britischen Anglias und den deutschen Ford-Modellen an.

## Modellbeschreibung
Der Anglia Torino hat eine selbsttragende Karosserie aus gepresstem Stahlblech. Ihre Form weicht erheblich vom britischen New Anglia ab. Antriebstechnik und Fahrwerk des Anglia Torino entsprechen dagegen vollständig dem Ausgangsmodell; auch die Abmessungen sind sehr ähnlich.

### Design

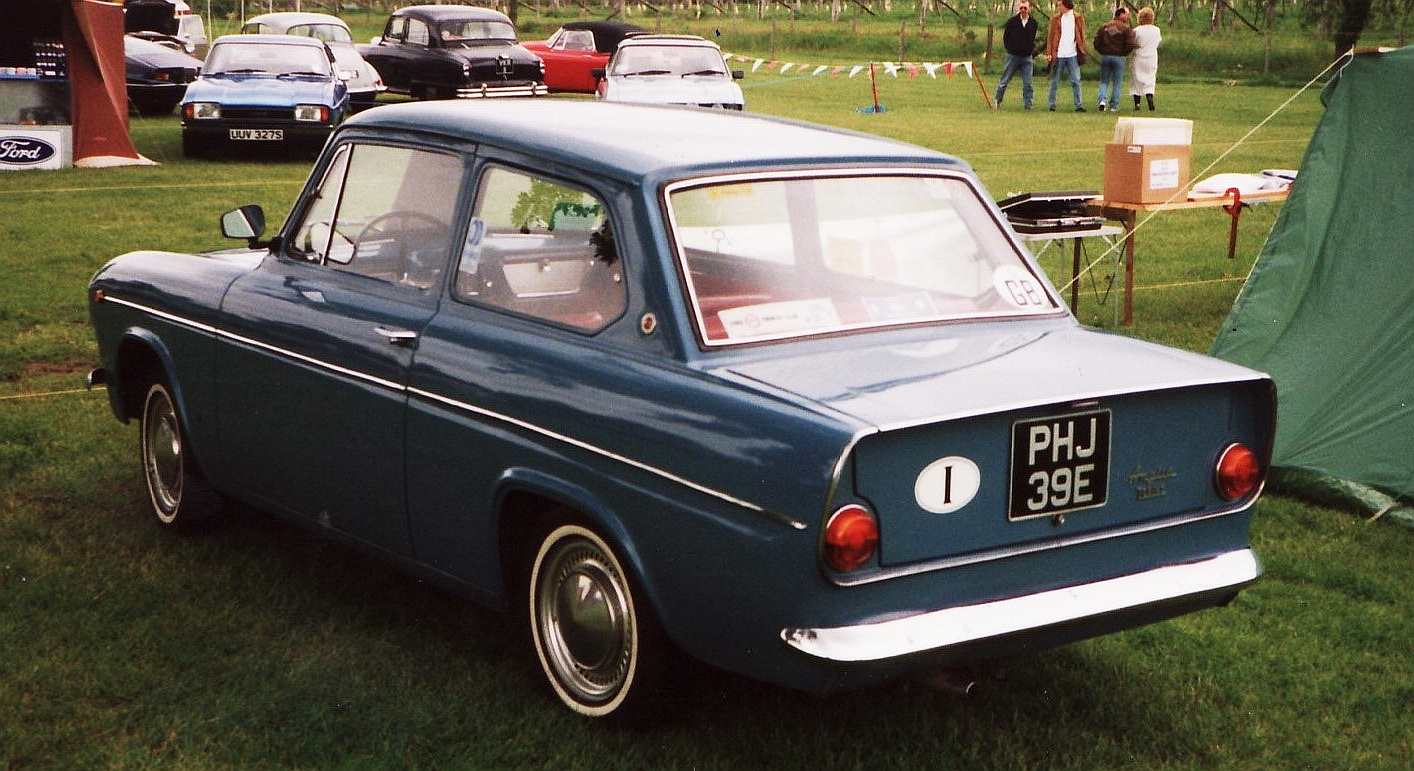
Ford Anglia Torino

Michelotti gestaltete eine zweitürige Stufenhecklimousine, die nur sehr geringe stilistische Bezüge zum britischen New Anglia hat. Lediglich dessen Türen und die Windschutzscheibe übernahm Michelotti unverändert.
Die Gürtellinie des Anglia Torino verläuft waagerecht. Der Dachaufbau ist trapezförmig; die C-Säule ist, anders als beim britischen New Anglia, nicht einwärts geneigt, sondern fällt vom Dachabschluss zum Heck hin ab. Die Fahrzeugsäulen sind dünn. Am unteren Ende der C-Säule befindet sich ein angedeuteter Hofmeister-Knick.
Die Frontpartie ist schlicht gezeichnet. An ihren äußeren Enden sind zwei Rundscheinwerfer installiert, dazwischen befindet sich der mit waagerechten Streben verkleidete Kühllufteinlass. Unter den Scheinwerfern sind die Blinkleuchten angebracht. Das Fahrzeugheck schließt senkrecht ab. Das Heckabschlussblech ist leicht zurückversetzt, sodass der Eindruck einer vorstehenden Umrandung entsteht. Die runden hinteren Leuchten stammen vom Fiat 850; sie sind waagerecht in einen orange gefärbten oberen Bereich (Blinker) und einen unteren roten Bereich (Rückleuchten) geteilt. Das Heckblech ist weitgehend undekoriert.

### Motorisierung und Kraftübertragung
Der Anglia Torino wird wie das britische Ausgangsmodell von einem Vierzylindermotor mit hängenden Ventilen aus der Kent-Baureihe angetrieben. Zwei Varianten waren erhältlich:
- Die Basisversion hat einen Hubraum von 997 cm³ (Bohrung × Hub: 80,96 mm × 48,41 mm). Das Verdichtungsverhältnis beträgt 8,9 : 1. In dieser Form leistet der Motor maximal 39 bhp (29 kW; 39 PS) bei einer Drehzahl von 5000 pro Minute.[7] Das maximale Drehmoment von 53 ft·lb (72 N·m) wird bei 2700/min erreicht.
- Außerdem war eine leistungsstärkere Version des Motors mit 1198 cm³ Hubraum und einem Doppelvergaser von Weber (Weber 28/36DCD) erhältlich.[8] Sie erreicht maximal 48,5 bhp (36 kW; 49 PS). Diese Version wurde als Anglia Torino S verkauft.

Die Leistung überträgt ein handgeschaltetes Getriebe mit vier Gängen, das über eine Mittelschaltung betätigt wird. Mit Ausnahme des ersten Ganges sind alle Gänge synchronisiert.

### Fahrwerk
Das Fahrwerk des Anglia Torino stimmt vollständig mit dem des britischen Ausgangsmodells überein. Die Fahrwerkskomponenten wurden aus Großbritannien zugeliefert. Die vorderen Räder sind einzeln an MacPherson-Federbeinen mit Querlenkern und Stabilisator aufgehängt. Hinten ist eine Starrachse an vier längs liegenden asymmetrischen Blattfedern mit Hebelstoßdämpfern eingebaut. Die Kugelumlauflenkung lieferte Burman and Sons, die Bremsen kamen von Girling.

## Stilistisch verwandte Modelle
Giovanni Michelotti gilt als aktivster italienischer Automobildesigner; in drei Jahrzehnten entwarf er mehr als 1200 Karosserien oder Karosserievarianten. Viele seiner Konzepte verwendete er mehrfach; vergleichbare Details oder Strukturen finden sich an verschiedenen Michelotti-Entwürfen aus der gleichen Periode. Parallelen zum Ford Anglia Torino zeigt unter anderem der niederländische DAF 44; sie bestehen insbesondere im Profil und im Heckbereich. Auch Michelottis Triumph 1300 (1965) und dessen Nachfolger Toledo (1970) übernahmen die Grundstruktur dieser Heckgestaltung. Abweichungen ergeben sich jeweils nur aus der Positionierung der Heckleuchten. Eine vergleichbare Gestaltung des Kofferraumabschlusses hat schließlich auch der Alfa Romeo 2600 Berlina De Luxe, den Michelotti 1964 entwarf und der ebenfalls bei OSI gebaut wurde.

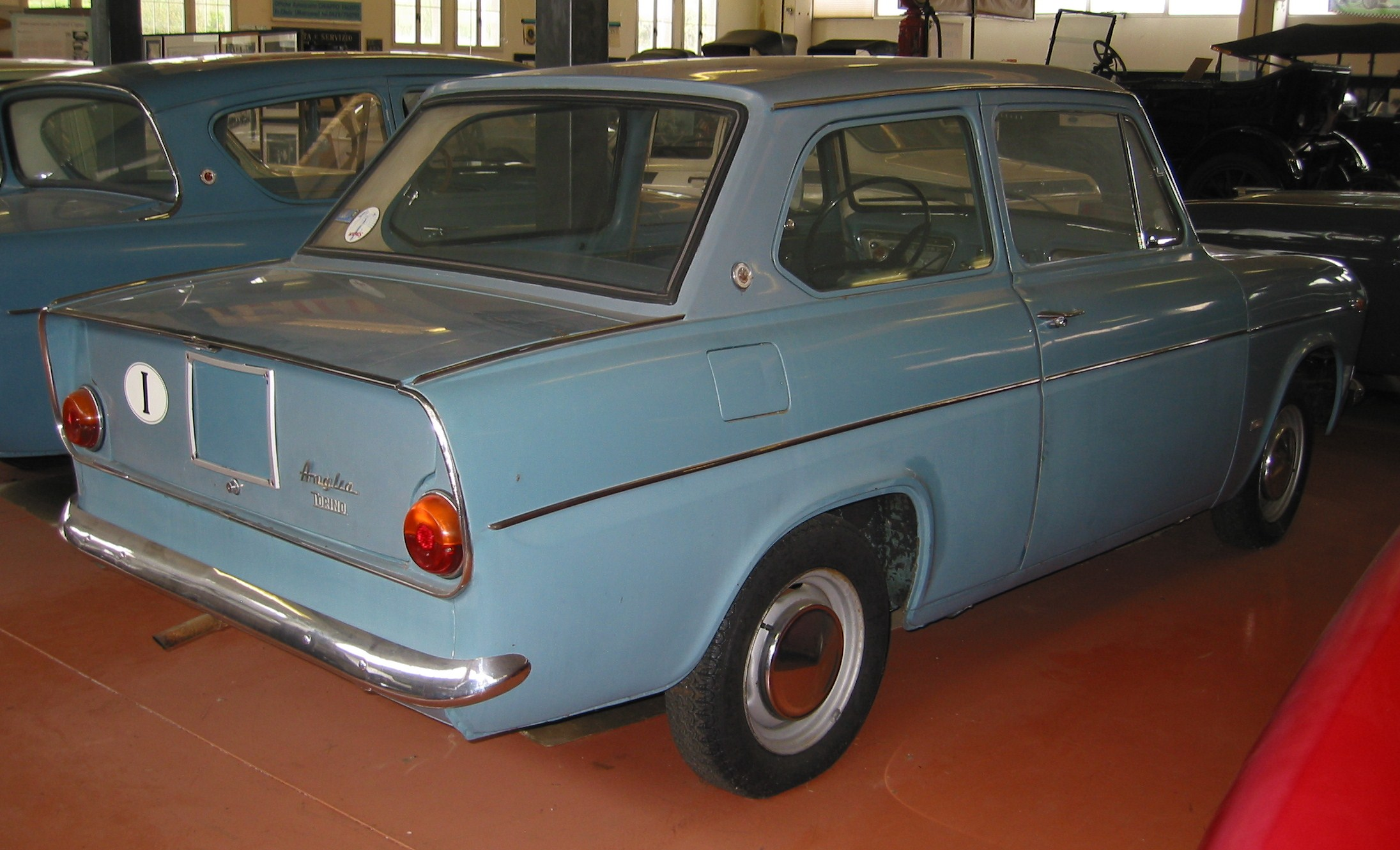
Ford Anglia Torino (1965)
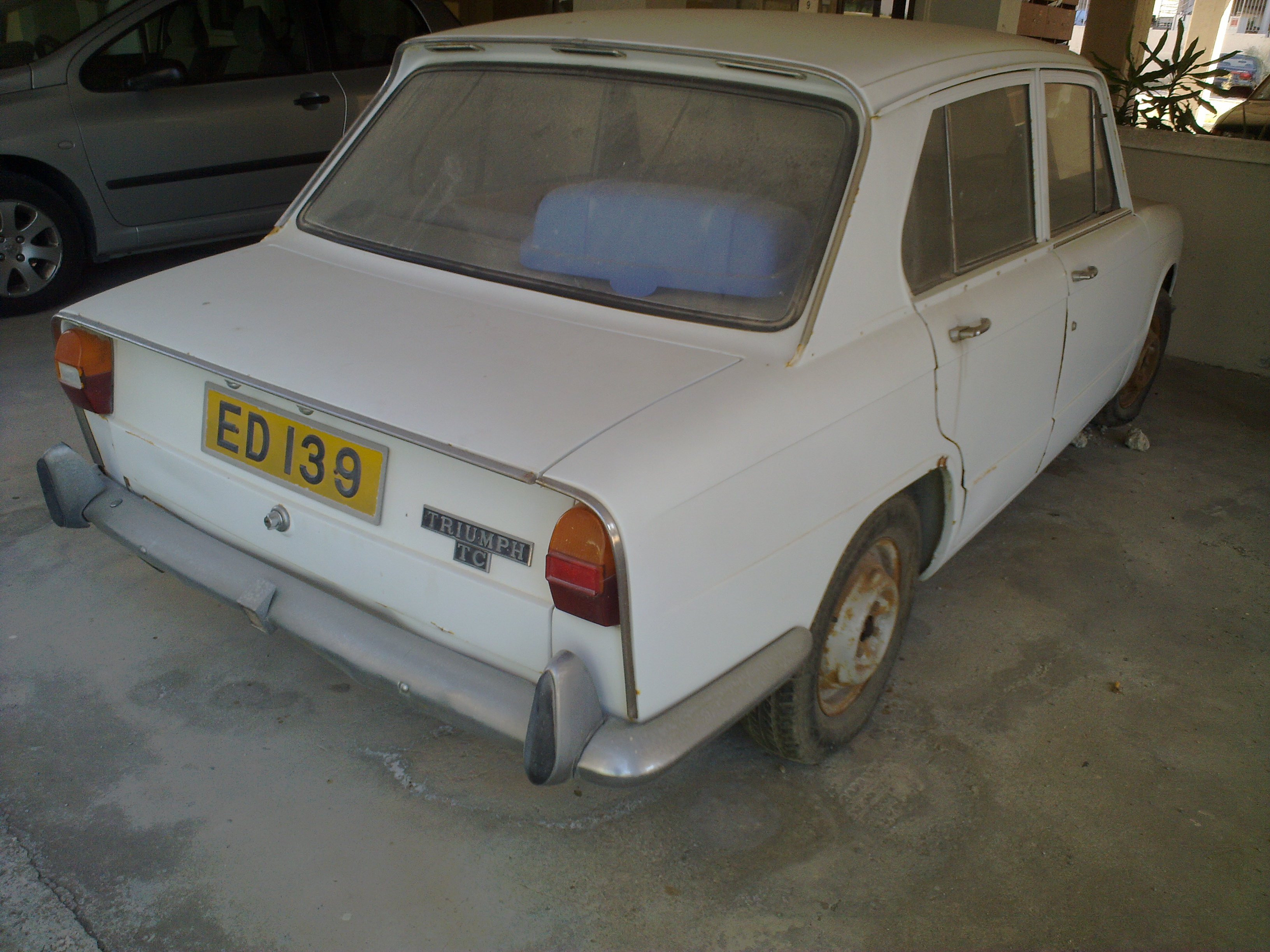
Triumph 1300 (1965)
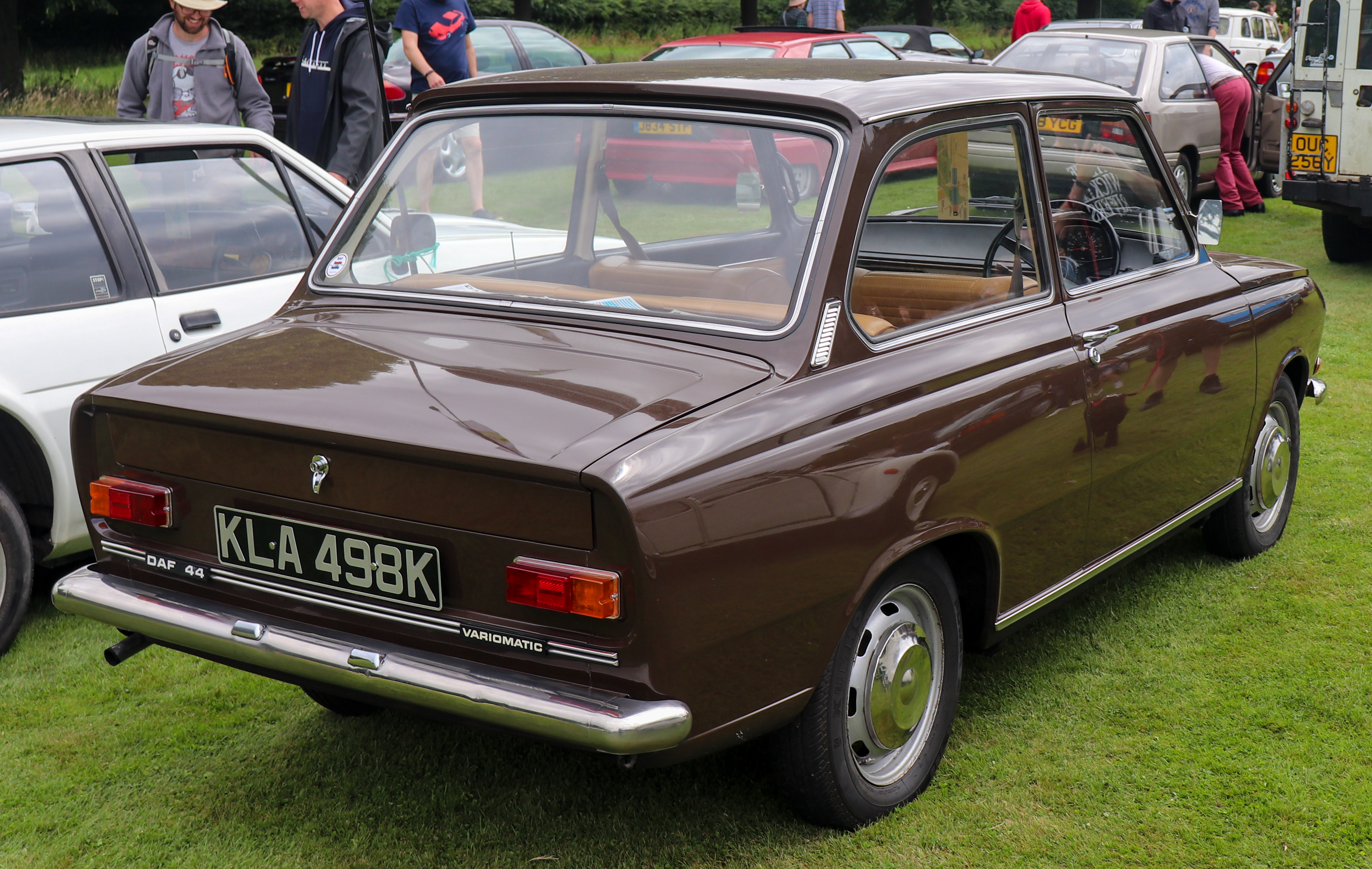
DAF 44 (1966)
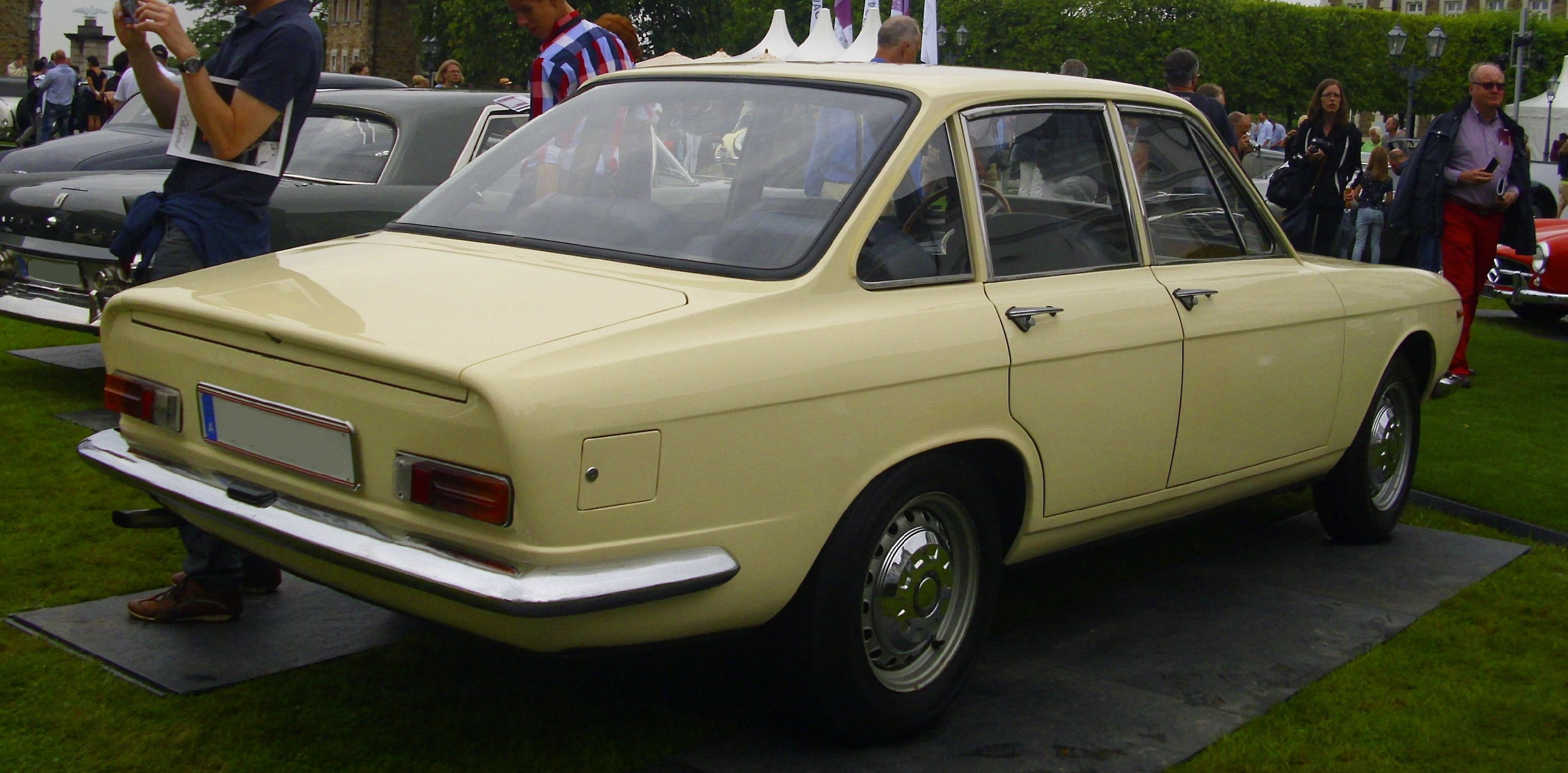
Alfa Romeo 2600 Berlina De Luxe (1966)

## Produktion
Der Absatz des Anglia Torino blieb hinter den Erwartungen zurück. Wie viele Autos insgesamt gebaut wurden, ist nicht geklärt. Eine Quelle schätzt die Gesamtproduktion auf 50.000 bis 60.000 Exemplare in drei Jahren, gibt aber im gleichen Text an, dass OSI 1966 jährlich maximal 15.000 Autos baute.
Gesichert ist, dass Ford bis 1967 in Italien 10.007 Anglia Torinos verkaufte.
Der Versuch, das Modell auch auf anderen europäischen Märkten zu verkaufen, hatte nur begrenzten Erfolg. Der Anglia Torino kam letztlich nur noch in den Benelux-Staaten auf den Markt; die dort verkauften Autos wurden von Fords belgischer Niederlassung in Genk zusammengebaut.

## Kritiken und Probleme
Das Design des Ford Anglia Torino wird vielfach als langweilig und uninspiriert kritisiert. Für einige Autoren gehört es zu Michelottis schwachen Werken: Er sei „der Beweis dafür, dass auch die Besten mal einen schlechten Tag haben können“. Außerdem wurde die Verarbeitungsqualität der OSI-Karosserie als außerordentlich schlecht beschrieben. Sie habe den Ruf des Autos zerstört.